# Yamaha XV 250 Virago
Yamaha XV 250 Virago je motocykl kategorie chopper, vyvinutý firmou Yamaha, vyráběný v letech 1988–2008. Nástupcem je model Yamaha XVS 250 DragStar.
Řadu chopperů Virago tvoří modely s obsahem 125, 250, 535, 750 a Yamaha XV 1100 Virago ccm. Pro některé trhy se vyrábělo Virago i s modifikovanými obsahy 400, 500, 700 nebo 1000 cm³.

## Technické parametry
- Rám: dvojitý ocelový
- Suchá hmotnost: 137 kg
- Pohotovostní hmotnost:
- Maximální rychlost: 110 km/h
- Spotřeba paliva: 2,6 l/100 km